# Praça General Humberto Delgado (Aveiro)
A Praça General Humberto Delgado, também conhecida como Ponte Praça, ou Pontes, é uma praça que existe no centro da cidade de Aveiro, Portugal.
Tem a particularidade de ter sido construída na forma de rotunda, sobre os canais Central e do Cojo, substituindo a ligação que antes era feita por duas pontes (Ponte dos Arcos e Ponte das Almas). Por esta razão, é também conhecida pelos termos Ponte Praça ou, simplesmente, Pontes.
Devido à sua posição central, em relação à cidade, e à sua proximidade ao centro histórico, é um dos locais mais nobres de Aveiro, sendo igualmente o espaço onde são celebrados vários eventos, tais como a passagem de ano ou a conclusão de competições desportivas.

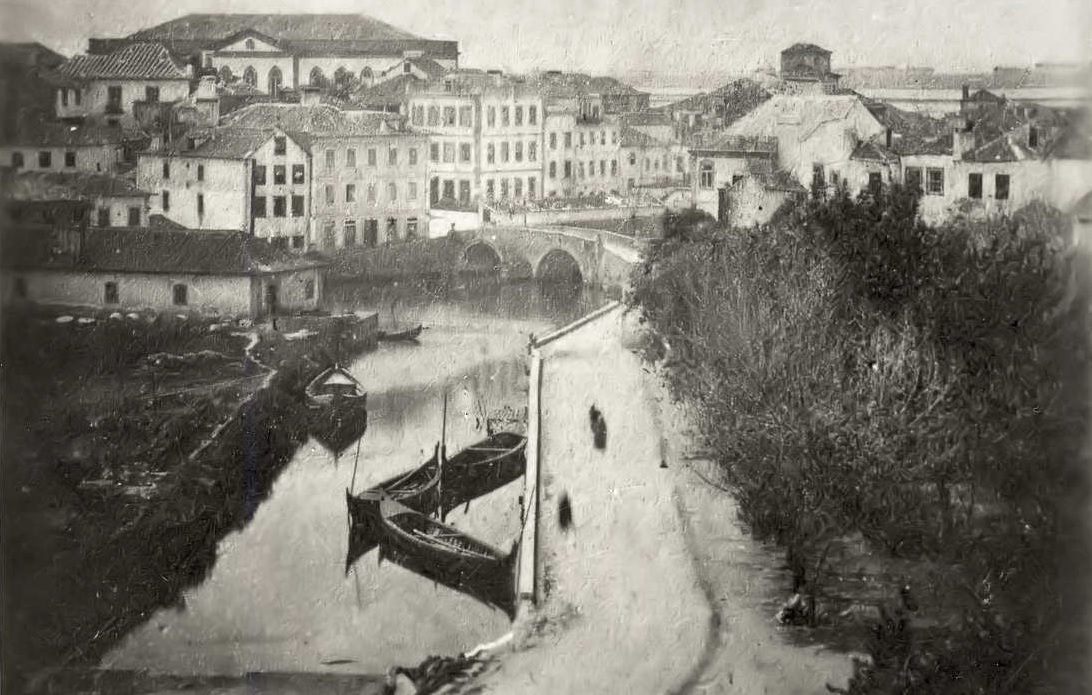
Centro de Aveiro, 1890. Ao centro, é visível a antiga ponte dos Arcos.